# Verrières (Marne)
Pour les articles homonymes, voir Verrières.
Verrières est une commune française, située dans le département de la Marne en région Grand Est.

## Géographie

### Localisation
Verrières se trouve au nord-est du département de la Marne, en région Grand Est. La commune appartient à la région agricole de l'Argonne.
La commune de Verrières s'étend sur une superficie de 580 hectares. Sur son territoire, l'altitude varie de 135 à 183 mètres. À l'exception de deux petites parties de son territoire, Verrières est située sur la rive gauche de l'Aisne.
Par la route, Verrières se situe à 49 km de Châlons-en-Champagne, préfecture de la Marne, à 48 km de Bar-le-Duc dans la Meuse, préfecture de la Meuse, à 49 km de Verdun dans la Meuse, et à 4 km de Sainte-Menehould, bureau centralisateur du canton d'Argonne Suippe et Vesle dont dépend Verrières depuis 2015. La commune fait en outre partie du bassin de vie de Sainte-Menehould.
Verrières est limitrophe de 4 communes :
| Sainte-Menehould | Sainte-Menehould | Sainte-Menehould |
| Argers           | Verrières        | Sainte-Menehould |
| Élise-Daucourt   | Châtrices        |                  |

### Hydrographie
La commune est dans la région hydrographique « la Seine du confluent de l'Oise (inclus) à l'embouchure » au sein du bassin Seine-Normandie. Elle est drainée par l'Aisne, l'Ante, le cours d'eau 29 de la commune de Sainte-Menehould, le ruisseau de Gibermee, le ruisseau de la Carpière et divers autres petits cours d'eau,.
L'Aisne est un  cours d'eau naturel navigable de 256 km de longueur, traversant les cinq départements Meuse, Marne, Ardennes, Aisne, Oise. Elle est un affluent de rive gauche de l'Oise, ce qui fait d'elle un sous-affluent de la Seine. Les caractéristiques hydrologiques de l'Aisne sont données par la station hydrologique située sur la commune. Le débit moyen mensuel est de 3,72 m3/s. Le débit moyen journalier maximum est de 83 m3/s, atteint lors de la crue du 3 février 2020. Le débit instantané maximal est quant à lui de 108 m3/s, atteint le même jour.
L'Ante, d'une longueur de 26 km, prend sa source dans la commune de Noirlieu et se jette  dans l'Aisne sur la commune, après avoir traversé onze communes. 

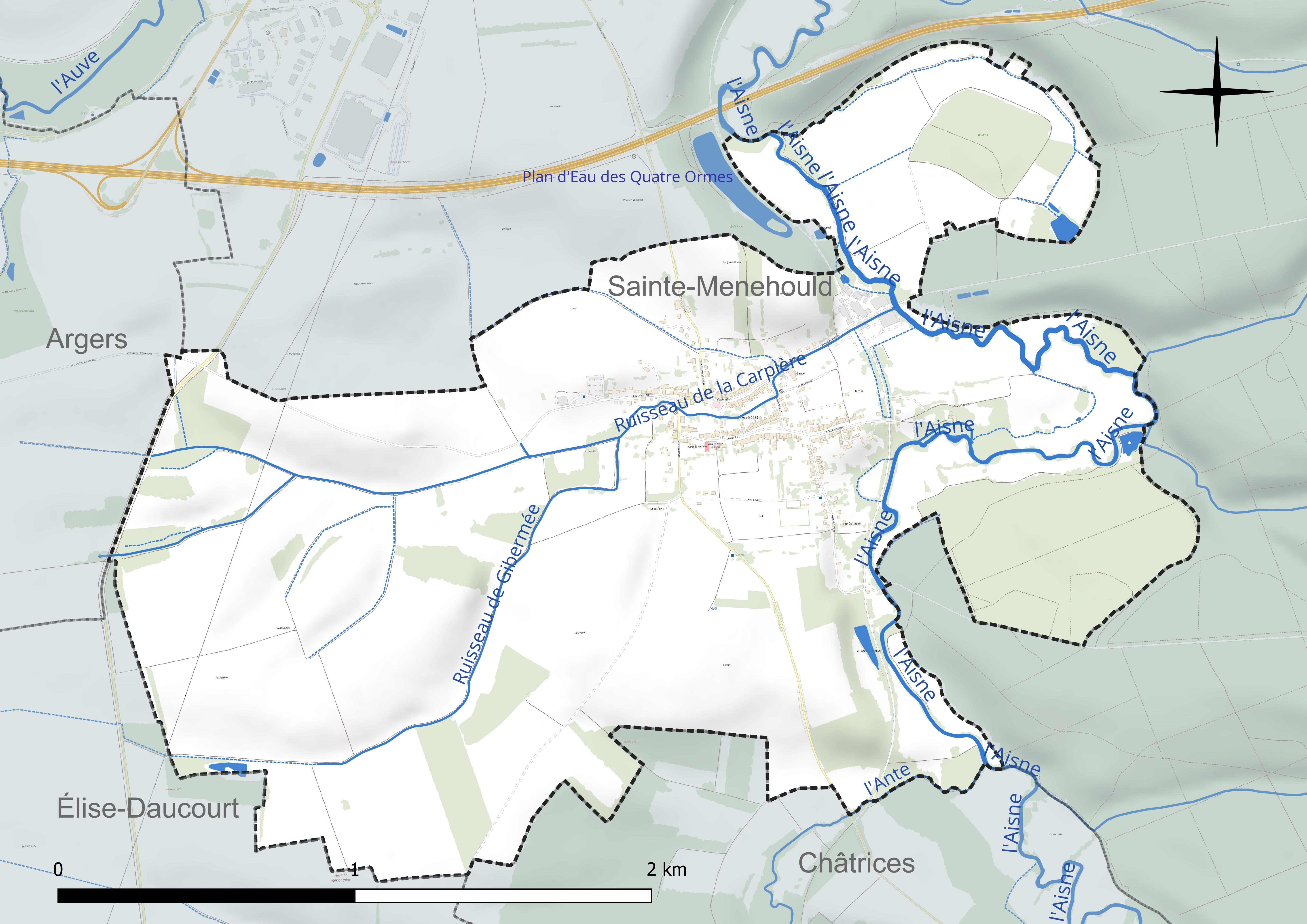
Réseau hydrographique de Verrières.

### Climat
Pour des articles plus généraux, voir Climat du Grand Est et Climat de la Marne.
En 2010, le climat de la commune est de type climat des marges montargnardes, selon une étude du Centre national de la recherche scientifique s'appuyant sur une série de données couvrant la période 1971-2000. En 2020, Météo-France publie une typologie des climats de la France métropolitaine dans laquelle la commune est exposée à un climat océanique altéré et est dans la région climatique  Nord-est du bassin Parisien, caractérisée par un ensoleillement médiocre, une pluviométrie moyenne régulièrement répartie au cours de l’année et un hiver froid (3 °C). 
Pour la période 1971-2000, la température annuelle moyenne est de 9,9 °C, avec une amplitude thermique annuelle de 15,7 °C. Le cumul annuel moyen de précipitations est de 878 mm, avec 13,3 jours de précipitations en janvier et 9,1 jours en juillet. Pour la période 1991-2020, la température moyenne annuelle observée sur la station météorologique de Météo-France la plus proche, « Argers », sur la commune d'Argers à 4 km à vol d'oiseau, est de 10,9 °C et le cumul annuel moyen de précipitations est de 739,4 mm. 
La température maximale relevée sur cette station est de 41,1 °C, atteinte le 25 juillet 2019 ; la température minimale est de −17,5 °C, atteinte le 20 décembre 2009,,. 
Les paramètres climatiques de la commune ont été estimés pour le milieu du siècle (2041-2070) selon différents scénarios d'émission de gaz à effet de serre à partir des nouvelles projections climatiques de référence DRIAS-2020. Ils sont consultables sur un site dédié publié par Météo-France en novembre 2022.

## Urbanisme

### Typologie
Au 1er janvier 2024, Verrières est catégorisée commune rurale à habitat dispersé, selon la nouvelle grille communale de densité à sept niveaux définie par l'Insee en 2022.
Elle est située hors unité urbaine. Par ailleurs la commune fait partie de l'aire d'attraction de Sainte-Menehould, dont elle est une commune de la couronne,. Cette aire, qui regroupe 50 communes, est catégorisée dans les aires de moins de 50 000 habitants,.

### Occupation des sols
L'occupation des sols de la commune, telle qu'elle ressort de la base de données européenne d’occupation biophysique des sols Corine Land Cover (CLC), est marquée par l'importance des territoires agricoles (83,4 % en 2018), une proportion sensiblement équivalente à celle de 1990 (84 %). La répartition détaillée en 2018 est la suivante : 
terres arables (48,7 %), prairies (24,6 %), zones agricoles hétérogènes (10 %), forêts (9,1 %), zones urbanisées (7,5 %). L'évolution de l’occupation des sols de la commune et de ses infrastructures peut être observée sur les différentes représentations cartographiques du territoire : la carte de Cassini (XVIIIe siècle), la carte d'état-major (1820-1866) et les cartes ou photos aériennes de l'IGN pour la période actuelle (1950 à aujourd'hui).

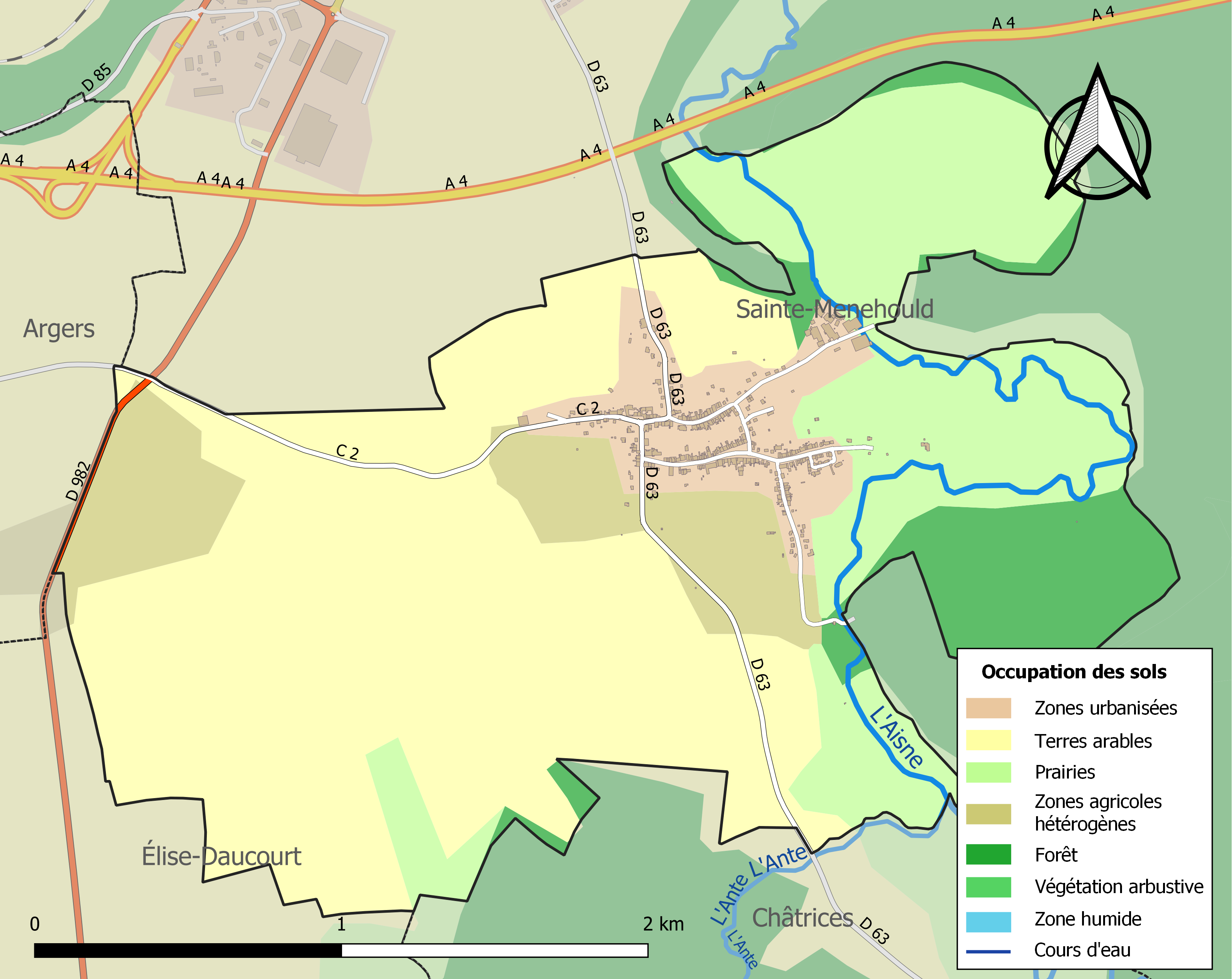
Carte des infrastructures et de l'occupation des sols de la commune en 2018 (CLC).

## Toponymie
Le nom de la localité est attesté sous les formes Veriers (1132) ; Verreriæ (1140) ; Verrieres (vers 1222) ; Verreres (1248) ; Verière (1651) ; La Verrière (1687) ; Verrier (1700) ; Verrière (1702) ; Verrières (1722).

Le toponyme est dû à la présence d'une activité verrière.

## Histoire

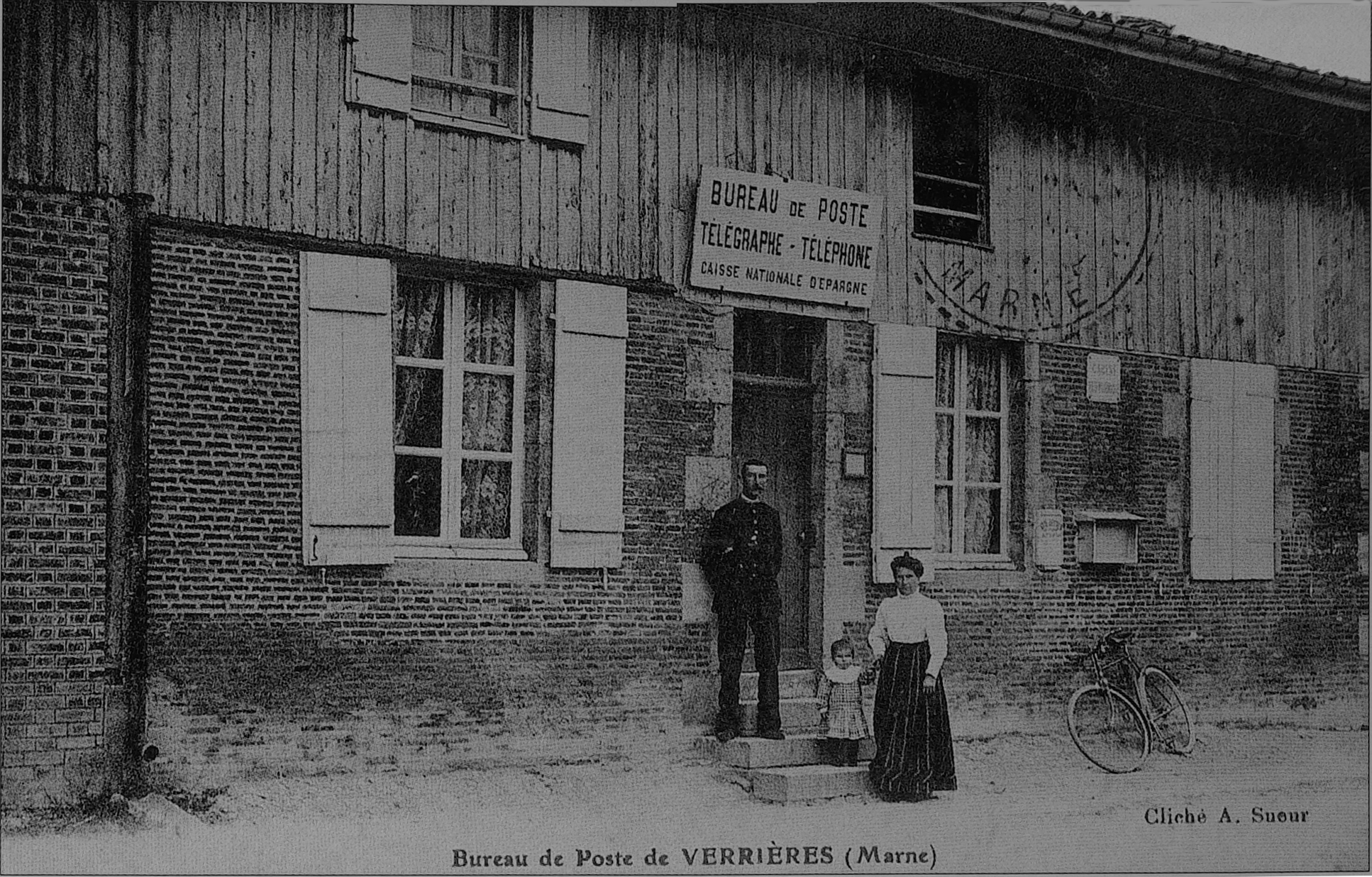
Le bureau de poste au début du XXe siècle.

## Politique et administration
Par décret du 29 mars 2017, l'arrondissement de Sainte-Menehould est supprimée et la commune est intégrée le 31 mars 2017 à l'arrondissement de Châlons-en-Champagne.

### Intercommunalité
La commune, antérieurement membre de la communauté de communes de la Région de Sainte-Menehould, est membre, depuis le 1er janvier 2014, de la CC de l'Argonne Champenoise.
En effet, conformément au schéma départemental de coopération intercommunale de la Marne du 15 décembre 2011, cette communauté de communes de l'Argonne Champenoise est issue de la fusion, au 1er janvier 2014,  de : 
- la communauté de communes du Canton de Ville-sur-Tourbe ;
- de la Communauté de communes de la Région de Givry-en-Argonne ;
- et de la Communauté de communes de la Région de Sainte-Menehould.

Les communes isolées de Cernay-en-Dormois, Les Charmontois, Herpont et Voilemont ont également rejoint l'Argonne Champenoise à sa création.

### Liste des maires
| Période                                  | Période                      | Identité        | Étiquette | Qualité |
| ---------------------------------------- | ---------------------------- | --------------- | --------- | ------- |
| Les données manquantes sont à compléter. |                              |                 |           |         |
| avant 1981                               | ?                            | Michel Pierre   |           |         |
| mars 2001                                | mars 2014                    | Maurice Lemaire |           |         |
| 2014                                     | En cours (au 4 juillet 2014) | Jacky Favre     |           |         |

## Population et société

### Démographie
Ses habitants sont appelés les Padadas.

L'évolution du nombre d'habitants est connue à travers les recensements de la population effectués dans la commune depuis 1793. Pour les communes de moins de 10 000 habitants, une enquête de recensement portant sur toute la population est réalisée tous les cinq ans, les populations de référence des années intermédiaires étant quant à elles estimées par interpolation ou extrapolation. Pour la commune, le premier recensement exhaustif entrant dans le cadre du nouveau dispositif a été réalisé en 2008.

En 2022, la commune comptait 406 habitants, en évolution de −1,46 % par rapport à 2016 (Marne : −1,19 %, France hors Mayotte : +2,11 %).
| 1793 | 1800 | 1806 | 1821 | 1831  | 1836  | 1841  | 1846  | 1851 |
| ---- | ---- | ---- | ---- | ----- | ----- | ----- | ----- | ---- |
| 756  | 791  | 938  | 962  | 1 051 | 1 033 | 1 025 | 1 030 | 940  |

| 1856 | 1861 | 1866 | 1872 | 1876 | 1881 | 1886 | 1891 | 1896 |
| ---- | ---- | ---- | ---- | ---- | ---- | ---- | ---- | ---- |
| 892  | 923  | 877  | 742  | 770  | 742  | 672  | 674  | 617  |

| 1901 | 1906 | 1911 | 1921 | 1926 | 1931 | 1936 | 1946 | 1954 |
| ---- | ---- | ---- | ---- | ---- | ---- | ---- | ---- | ---- |
| 562  | 569  | 536  | 493  | 484  | 421  | 404  | 374  | 395  |

| 1962 | 1968 | 1975 | 1982 | 1990 | 1999 | 2006 | 2008 | 2013 |
| ---- | ---- | ---- | ---- | ---- | ---- | ---- | ---- | ---- |
| 364  | 341  | 392  | 368  | 396  | 401  | 407  | 409  | 415  |

| 2018 | 2022 | - | - | - | - | - | - | - |
| ---- | ---- | - | - | - | - | - | - | - |
| 393  | 406  | - | - | - | - | - | - | - |

### Médias
- Le P'tit Padada est le journal trimestriel de la commune

## Culture locale et patrimoine

### Personnalités liées à la commune
- Claude-Remy Buirette de Verrières, né le 22 mars 1749, mort à Bruxelles le 9 janvier 1793, avocat, historien et révolutionnaire. Sera gouverneur militaire d'Anvers.
- Jean-Baptiste Nacquart (5 juillet 1780, Verrières - 20 février 1854, Paris), médecin de Balzac, membre de l'Académie de médecine.